# Al-Ukhaydir
Al-Ukhaydir —àrab: قصر الأخيضر, qaṣr al-Uẖayḍir— fou un castell del desert occidental de l'Iraq, a 50 km al sud-oest de Karbala. Se suposa que fou una obra del segle viii i que podria ser el lloc propietat de l'abbàssida Issa ibn Mussa, governador de Kufa (775-776), on aquest es va retirar quan fou desposseït dels seus drets successoris per al-Mahdí.
Fou vist per primer cop per Pietro della Valle el 1625 i redescobert el 1905 per Massignon. Fou excavat des de 1964 i es va restaurar en diverses fases fins al 1990.